# Sol (pigenavn)
 For alternative betydninger, se Sol. (Se også artikler, som begynder med Sol)
Sol er et pigenavn, der stiger i popularitet i Danmark i disse år. Ifølge Danmarks Statistik bærer 55 danskere navnet i 2008 mod 49 året før. 
Navnet bruges undertiden også som drengenavn.